# 블리치: 지옥편
《블리치: 지옥편》(일본어: 劇場版BLEACH 地獄篇, Bleach: Hell Verse)은 블리치의 극장판 시리즈의 네번째 작품이다. 2010년에 개봉하였다.